# Farkasházy Zsigmond
Farkasházi Farkasházy Zsigmond (szül. farkasházi Fischer Zsigmond, Marosújvár, 1874. augusztus 23. – Budapest, Terézváros, 1928. június 15.) politikus, újságíró, országgyűlési képviselő, ügyvéd. Fivére, farkasházi Farkasházy Jenő, porcelángyáros, keramikus, művészettörténeti író volt.

## Élete
A nem ősi magyar nemesi származású farkasházi Fischer család tagja. Farkasházi Fischer Mór és Salzer Mária unokája volt. Édesapja farkasházi Fischer Dezső (1827–1914) és édesanyja Pressburger Mária volt.
A Kolozsvári Magyar Királyi Ferenc József Tudományegyetemen szerzett jogi doktorátust, majd a Budapesten megszerzett ügyvédi oklevél birtokában 1896-ban vagy 1900-ban ügyvédi irodát nyitott a fővárosban, egyik vezetője lett a családja által alapított Herendi Porcelángyár Rt.-nek is, majd a politikai életben vitt jelentős szerepet, és mint újságíró is kitűnt. Előbb szerkesztője volt a kolozsvári Erdélyi Híradónak, majd 1896-tól főmunkatársa a Magyar Hírlapnak és Pesti Hírlapnak. Beutazta Angliát, Franciaországot és Németországot, 1914-ben pedig, volt képviselőként a függetlenségi párti képviselők utazását előkészítendő, Károlyi Mihály küldöttjeként Amerikában is járt. Ekkor, egy korábbi párbajvétség miatt leült börtönbüntetése ürügyén Ellis Islanden letartóztatták, amellyel – a hírverésnek köszönhetően – ellenkező eredményt értek el.
1904. szeptember 7-én farkasházi Fischer Mór unokái, farkasházi Fischer Hugó, farkasházi Fischer Jenő, farkasházi dr. Fischer Zsigmond (1874–1928) ügyvéd, országgyűlési képviselő és farkasházi Fischer Sándor hadnagy engedélyt kaptak I. Ferenc József magyar királytól „Fischer” vezetéknevük megváltoztatására „Farkasházy”-ra, a „farkasházi” nemesi előnév megtartásával.
1905-ben egy öt hónapig élő politikai napilapot indított Előre címmel. 1905–1910 között két mandátum erejéig az élesdi kerület függetlenségi programmal megválasztott képviselője volt az Országgyűlésben. A párton belüli feszültségek hatására kilépett és megalapította a Függetlenségi és 48-as Balpártot. Ez később beleolvadt a Függetlenségi és 48-as (Justh) Pártba, melynek Farkasházy egyik fő erőssége volt. Később a szétesett Függetlenségi és Negyvennyolcas Párt újra összeállt. Mint politikus, egyik előharcosa volt a teljes nemzeti függetlenségnek, a közszabadságoknak és a demokratikus haladásnak.
A Friss Ujság és a Hazai Hírlapkiadó Vállalat igazgatósági tagja és ügyésze volt haláláig.
1919-ben a Magyarországi Tanácsköztársaság elől a Felvidékre menekült, azután visszavonult a politikától, az újságírásból és ügyvédi munkásságából élt, jogi képviselője volt több előkelő arisztokrata családnak, például ő vitte eredményes befejezésig az előtte több évig húzódó, híres Pálffy grófi hagyatéki pert is.
1903 januárjától titkárként és jegyzőként egy jótékonysági szervezet munkájában is részt vett, amely budapesti arisztokrata hölgyek adakozásából és szervezésével több éven át a hajléktalanoknak Budapest több pontján téli melegedőket, teát, élelmiszert és 1904-től egyes javadalmazott tevékenységeket szervezett. Végrendeletében fele vagyonát örököseire hagyta, másik feléből, egymillió (!) magyar pengőből pedig két alapítvány létrehozását rendelte el, amelyeket az emberiség és a magyar nemzet előrehaladásának és boldogulásának előmozdítása körül szerzett kimagasló érdemek jutalmazása céljára hagyott, és nevéül a „Farkasházy-alapítvány a haladás zászlóvivőinek” elnevezést határozta meg. A vagyonkezelők 1929-ben megvásárolták a budapesti Hold utca 23. szám alatti palotát, melynek homlokzatán máig olvasható a „Farkasházy Zsigmond Alapítványának Háza” felirat. Valamivel később a Mexikói út 58. szám alatti bérházat is megvették, 1931-ben pedig az alapítvány készíttette el Horvay Jánossal a Kerepesi temetőben lévő díszes síremlékét. 1940-ben érkezett el a végrendelet szerint összegyűlt kamatok alapján a fejenként 70–70 ezer pengős díj kiosztása, amit az Amerikai Magyar Népszava magyar Nobel-díjként említett. Odaítéléséről nem található hír, de az 1946. évi (forint pénzegységre váltás utáni) zárszámadás szerint a Vallás- és Közoktatásügyi Minisztérium által kezelésbe vett alap tiszta vagyoni kimutatása arra utal, hogy kifizetés végül is az alapból nem történt. (A pengőben meghatározott alapítványt az infláció teljesen elértéktelenítette.)
1928. június 16-án hunyt el Budapesten érelmeszesedés, szívizom-elfajulás következtében, leszármazottak nélkül. A Kerepesti temetőben a római katolikus szertartás szerint temették el.

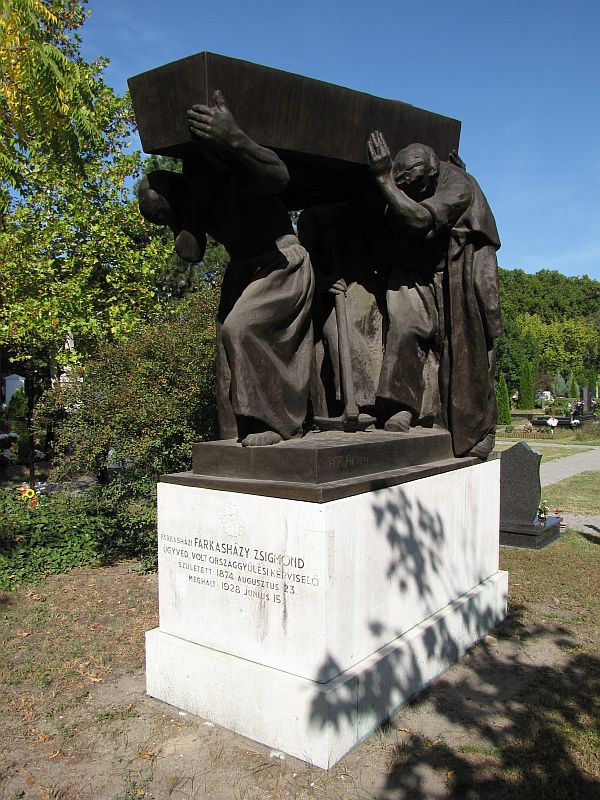
Vedett sírja a Fiumei úti sírkertben (43-1-64), Horvay János alkotása

## Művei (válogatás)
Cikkei jelentek meg A Jog (1896, 1898), a Jogtudományi Közlöny (1896/1897), az Ügyvédek Lapja (1899, 1900, 1904) és a Világ (1911, 1916) című lapok hasábjain.
- Komédiások. A Hét, 1899. október 15. 42. szám, 685–686. oldal
- Az esküdtbíróságok. Huszadik század, 1900, 1. szám, 438–453. oldal
- Ha az újságíróból képviselő lesz. In:Szerdahelyi Sándor (szerk.): A Budapesti Újságírók Almanachja 1908-ra. A Magyar Bohémvilág. Budapest, (1907), 202−204. oldal
- Egyszerű igazságok a Magyar Nemzeti Bank dolgában. Budapest, Ráth Mór, 1909. 86 o.
- Daniel Riche–Arthur Bernède: La Lune de Miel, 1902. „Herbelin papa” címen fordította Farkasházy Zsigmond, bohózat 3 felvonásban, 1903

Használt álnevei: f. zs.; F. Zs.